# Boeing Vertol CH-46 Sea Knight
Boeing CH-46 Sea Knight  je helikopter s dva motora i tandemskim rotorima za prijevoz teških tereta, kojeg koristi Korpus mornaričkog pješaštva SAD-a. 

## Tehničke karakteristike (CH-46)
Osnovne karakteristike
- posada: 4 (pilot, kopilot, zapovjednik posade, 1 zračni topnik/promatrač)
- kapacitet: 25 vojnika
- dužina: 13,92 m
- promjer rotora: 16 m
- visina: 5,1 m
- širina trupa: 2,2 m

Letne karakteristike
- najveća brzina: 265 km/h
- dolet: 676 km
  - borbeni dolet: 296 km
- brzina penjanja: 10,4 m/s
- najveća visina leta: 4.300 m
- motor: 2× General Electric T58-GE-16 turboosovinski

Naoružanje
- naoružanje: strojnice: 2× XM218 .50 BMG (12.7 x 99 mm), 1 strojnica M240G 7.62 x 51 mm - opcionalno

## Ostale inačice
- CH-113 Labrador

## Vanjske poveznice
|  | Zajednički poslužitelj ima još gradiva o temi CH-46 Sea Knight |

- (en) CH-46 i Povijesni razvoj CH-46